# La Cumbre, Tequila
La Cumbre är en ort i Mexiko.   Den ligger i kommunen Tequila och delstaten Veracruz, i den sydöstra delen av landet, 230 km öster om huvudstaden Mexico City. La Cumbre ligger 1 889 meter över havet och antalet invånare är 356.
Terrängen runt La Cumbre är varierad. Runt La Cumbre är det ganska tätbefolkat, med 93 invånare per kvadratkilometer. Närmaste större samhälle är Orizaba, 16,1 km norr om La Cumbre. I omgivningarna runt La Cumbre växer i huvudsak blandskog.